# دانشگاه علوم امنیتی نایف
دانشگاه علوم امنیتی نایف دانشگاهی دولتی-عربی است که در ۱۹۷۸ با تلاش نایف بن عبدالعزیز در ریاض بنیان‌گذاری شد و هفت دانشکده دارد.